# Canadian Masters 1985
BCE Canadian Masters 1985 – profesjonalny turniej nie-rankingowy snookera rozgrywany w dniach 29 października – 2 listopada 1986 w Toronto. Był to turniej zaproszeniowy dla 8 zawodników. Turniej odbywał się w CBC TV Studios, podobnie, jak dwa następne turnieje tej serii. Pula nagród wynosiła 47,500 funtów. Był to drugi turniej nie-rankingowy rozgrywany pod tą nazwą. Zwycięzcą zawodów był Dennis Taylor, który pokonał w finale Steve'a Davisa 9 do 5. Dennis Taylor w tym meczu wbił 4 breaki stupunktowe, z czego 3 w 3 frame'ach z rzędu.

## Drabinka turniejowa[3]
|  | Ćwierćfinały (Do 5 frame'ów) | Ćwierćfinały (Do 5 frame'ów) | Ćwierćfinały (Do 5 frame'ów) |  |  | Półfinały (Do 8 frame'ów) | Półfinały (Do 8 frame'ów) | Półfinały (Do 8 frame'ów) |   |                   | Finał (Do 9 frame'ów) | Finał (Do 9 frame'ów) | Finał (Do 9 frame'ów) |
|  |                              |                              |                              |  |  |                           |                           |                           |   |                   |                       |                       |                       |
|  | Irlandia Północna            | Dennis Taylor                | 5                            |  |  |                           |                           |                           |   |                   |                       |                       |                       |
|  | Anglia                       | John Parrott                 | 1                            |  |  | Irlandia Północna         | Dennis Taylor             | 8                         |   |                   |                       |                       |                       |
|  | Walia                        | Ray Reardon                  | 5                            |  |  | Walia                     | Ray Reardon               | 3                         |   |                   |                       |                       |                       |
|  | Anglia                       | Tony Knowles                 | 2                            |  |  |                           |                           |                           |   | Irlandia Północna | Dennis Taylor         | 9                     |                       |
|  | Anglia                       | Steve Davis                  | 5                            |  |  |                           | Anglia                    | Steve Davis               | 5 |                   |                       |                       |                       |
|  | Walia                        | Terry Griffiths              | 4                            |  |  | Anglia                    | Steve Davis               | 8                         |   |                   |                       |                       |                       |
|  | Kanada                       | Cliff Thorburn               | 5                            |  |  | Kanada                    | Cliff Thorburn            | 1                         |   |                   |                       |                       |                       |
|  | Anglia                       | Jimmy White                  | 3                            |  |  |                           |                           |                           |   |                   |                       |                       |                       |
|  |                              |                              |                              |  |  |                           |                           |                           |   |                   |                       |                       |                       |
|  |                              |                              |                              |  |  |                           |                           |                           |   |                   |                       |                       |                       |

## Finał[2]
| Finał: Do 9 wygranych frame'ów · CBC TV Studios, Toronto, Kanada, 2 listopada 1985                                                                                                  |                    |             |
| Dennis Taylor | 9 – 5              | Steve Davis |
| Sesja południowa: 2-98(52); 34-81(81); 47-64; 105(105)-18; 58-21; 111(111)-11; 122(120)-5; 119(119)-0 Sesja wieczorna: 0-127(109); 71(50)-28; 63-61; 22-107(84); 1-77(58); 89(89)-0 |                    |             |
| 120 | Najwyższy break    | 109         |
| 4 | Breaki stupunktowe | 1           |
| 6 | Breaki 50-punktowe | 5           |

## Breaki stupunktowe turnieju[2]
- Ray Reardon 133
- Dennis Taylor 120, 119, 111, 105
- Steve Davis 109

## Statystyki turnieju[2]

### Statystyki ćwierćfinałów
|                   | Państwo           | Il. zawodników | % zawodników |
| ----------------- | ----------------- | -------------- | ------------ |
| Anglia            | Anglia            | 4              | 50,00%       |
| Walia             | Walia             | 2              | 25,00%       |
| Irlandia Północna | Irlandia Północna | 1              | 12,50%       |
| Kanada            | Kanada            | 1              | 12,50%       |

- Liczba uczestników rundy: 8 zawodników
- Liczba rozegranych partii (maksymalnie możliwa): 30 (36)
- Średnia liczba partii w meczu: 7,5
- Najwyższe zwycięstwo: 5-1
- Liczba meczów rozstrzygniętych w ostatniej partii: 1

### Statystyki półfinałów
|                   | Państwo           | Il. zawodników | % zawodników |
| ----------------- | ----------------- | -------------- | ------------ |
| Anglia            | Anglia            | 1              | 25,00%       |
| Walia             | Walia             | 1              | 25,00%       |
| Irlandia Północna | Irlandia Północna | 1              | 25,00%       |
| Kanada            | Kanada            | 1              | 25,00%       |

- Liczba uczestników rundy: 4 zawodników
- Liczba rozegranych partii (maksymalnie możliwa): 20 (30)
- Średnia liczba partii w meczu: 10,00
- Najwyższe zwycięstwo: 8-1
- Liczba meczów rozstrzygniętych w ostatniej partii: 0